# Giulia Gennari
Giulia Gennari (Roma, 23 giugno 1996) è una pallavolista italiana, palleggiatrice della Savino Del Bene.

## Carriera

### Club
La carriera di Giulia Gennari inizia nel stagione 2011-12 nell'Ostia, in Serie B2. Nella stagione 2012-13 entra a far parte del progetto federale del Club Italia, in Serie B1, dove resta per due annate. Per il campionato 2014-15 è ancora in Serie B1 con il Marsala.
Nella stagione 2015-16 si accasa al Pesaro, in Serie A2: nella stessa categoria milita anche nell'annata successiva vestendo la maglia del Soverato. Per il campionato 2017-18 passa alla Libertas Martignacco, in Serie B1: al termine del campionato conquista la promozione in serie cadetta, dove gioca, con lo stesso club, nella stagione 2018-19.
Nell'annata 2019-20 viene ingaggiata dall'Imoco, in Serie A1, con cui vince tre Supercoppe italiane, il campionato mondiale per club, tre Coppe Italia, due scudetti e la Champions League 2020-21. Dopo un trienno in Veneto, si trasferisce, per la stagione 2022-23, al Bergamo 1991, mentre nell'annata 2024-25 firma per la Savino Del Bene, sempre in Serie A1.

### Nazionale
Nel 2013 è convocata nella nazionale italiana under 18, mentre nel 2014 in quella under 19.
Nel 2023 ottiene le prime convocazioni nella nazionale maggiore.

## Palmarès

### Club
- Campionato italiano: 2

2020-21, 2021-22
- Coppa Italia: 3

2019-20, 2020-21, 2021-22
- Supercoppa italiana: 3

2019, 2020, 2021
- Campionato mondiale per club: 1

2019
- Champions League: 1

2020-21